# Nick Breitenbach
Nick Breitenbach (* 9. Mai 2005) ist ein deutscher Volleyballspieler.

## Karriere
Breitenbach spielte von 2022 bis 2024 mit den Volley Youngstars, dem Nachwuchs des Bundesligisten VfB Friedrichshafen, in der zweiten Liga Süd. 2024 wurde der Mittelblocker vom Erstligisten VC Bitterfeld-Wolfen verpflichtet. Die Mannschaft schied im DVV-Pokal 2024/25 im Achtelfinale aus und belegte in der Bundesliga-Hauptrunde den zwölften Platz. Auch 2025/26 spielt Breitenbach für den nun in Volley Goats Mitteldeutschland umbenannten Verein.